# Sint-Jan-de-Doperkerk (Buisscheure)
De Sint-Jan-de-Doperkerk (Frans: Église Saint-Jean-Baptiste) is de parochiekerk van de gemeente Buisscheure in het Franse Noorderdepartement.

## Gebouw

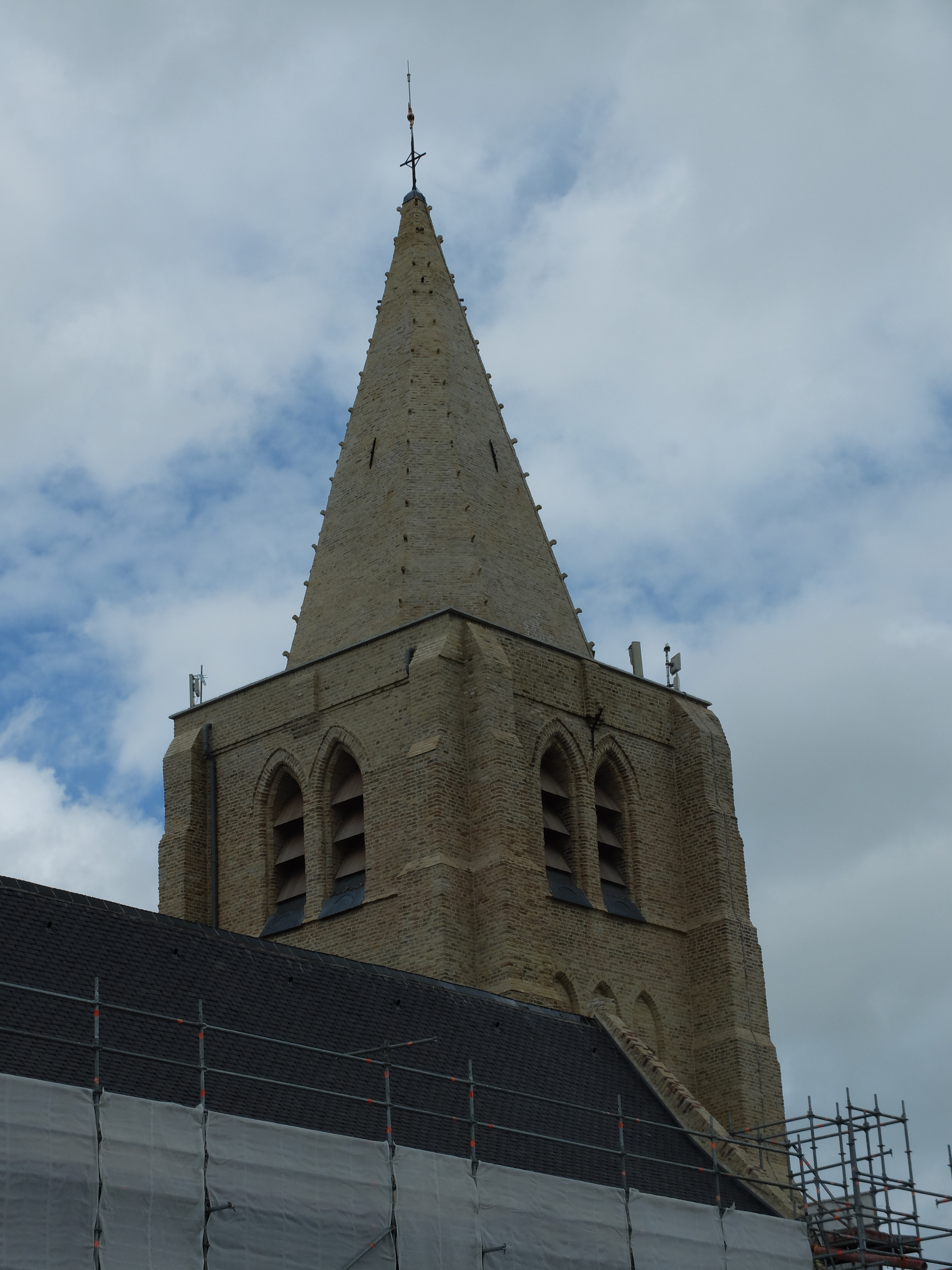
Toren

Het betreft een driebeukige bakstenen hallenkerk, welke in 1693 gebouwd werd en in 1759 vergroot. Er is een 16e eeuws beeld van de gegeselde Christus. Het deksel van het doopvont toont in beeldhouwwerk de doop van Christus door Johannes de Doper in de Jordaan. De kruiswegstaties hebben nog Vlaamse opschriften.
De kerk heeft een zware, voorgebouwde toren.